# Pułaj
Pułaj – część ludowego stroju kobiecego w Erzji.

## Historia

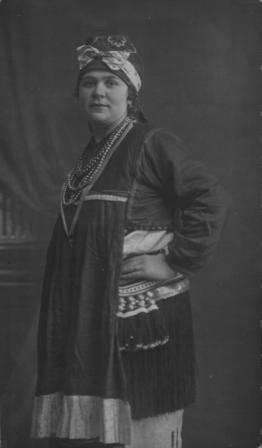
Borodulina Lida w stroju Mordowian (Erzya). Sarańsk, 1917. Na biodrach ma zawiązany pułaj.

Tradycyjny strój narodowy, który zachował się w wielu wioskach obecnie jest zakładany podczas ważnych uroczystości takich jak święta czy festiwale. Zachowane stroje są przekazywane z matki na córkę.  Strój kobiecy był wykonany z białego płótna i składał się z prostej, długiej koszuli, zebranej lub otoczonej paskiem nazywanym pułaj. Spódnicę uzupełniał czerwony lub niebieski wełniany fartuch z kołnierzem lub bez, rodzaj kaftana bez rękawów. Ubrania były haftowane, wyszywane koralikami. Pułaj był integralną częścią stroju ludowego Erzjanki. Dziewczyna zaczynała go nosić w okresie dojrzewania i nosiła aż do ustania okresu rozrodczego. Jest to płócienny wałek wypełniony końskim włosiem, bawełną, który może ważyć od trzech do pięciu kilogramów. Na zewnątrz jest ozdabiany różnokolorowymi koralikami, guzikami i muszelkami. Noszony na biodrach, był zakładany na koszulę. Dorosła kobieta nie mogła pojawić się bez niego publicznie, bo byłaby uważana za nagą. Kobiety nie zdejmowały go nawet latem, gdy pracowały w polu podczas żniw. Miał znaczenie magiczne, pełnił funkcje ochronne, złe oko zaplątywało się w czarne nici i nie mogło uczynić kobiety bezpłodną. Dodatkowo chronił nerki kobiet przed przeziębieniem. Ciężki pułaj wzmacniał tułów, zaokrąglał uda i łydki.